# Federico de Baden-Durlach
Federico de Baden-Durlach (en alemán, Friedrich von Baden-Durlach; Stuttgart, 7 de octubre de 1703-Karlsruhe, 26 de marzo de 1732) fue un príncipe heredero alemán del Margraviato de Baden-Durlach.

## Biografía
Federico era hijo del margrave Carlos Guillermo de Baden-Durlach y de Magdalena Guillermina de Wurtemberg (7 de noviembre de 1677-30 de octubre de 1742), hija del duque Guillermo Luis de Wurtemberg.
Se convirtió en heredero cuando su hermano mayor, Carlos Magnus, murió en 1712. Su padre se hizo cargo de darle una buena educación y lo envió a viajar extensivamente a Francia, Holanda e Inglaterra. Durante un viaje de su padre en 1729 a Holanda, Federico se hizo cargo de su representación.
Federico tenía una constitución débil, y murió de una enfermedad grave del pecho- probablemente de tuberculosis pulmonar. Murió antes que su padre, y por lo tanto nunca llegó a gobernar en Durlach.
Sirvió en el ejército imperial. En 1724, fue nombrado coronel, y en 1728 fue ascendido a general de división.

## Matrimonio y descendencia
El 3 de julio de 1727, Federico se casó con Amalia de Nassau-Dietz (13 de octubre de 1710-17 de septiembre de 1777), hija de Juan Guillermo Friso, príncipe de Orange. Ellos tuvieron los siguientes hijos:
1. Carlos Federico (22 de noviembre de 1728-10 de junio de 1811), margrave y más tarde duque de Baden.
2. Guillermo Luis (14 de enero de 1732-17 de diciembre de 1788).

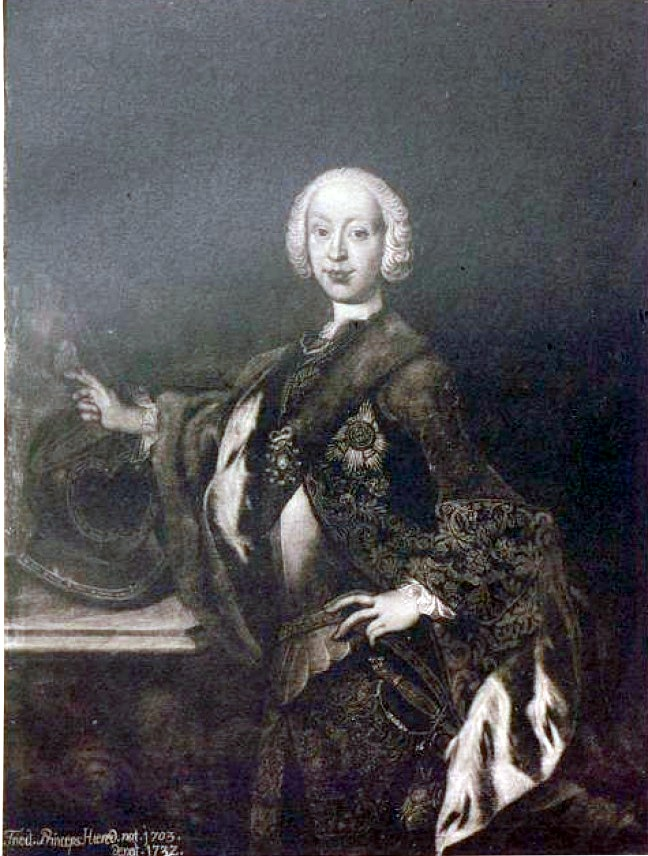